# Меншиков Олександр Сергійович
Олекса́ндр Сергійович Ме́ншиков (15 (26) серпня 1787 — 19 квітня (2 травня) 1869, Петербург) — світлий князь, генерал-ад'ютант, адмірал. Правнук Олександра Меншикова.

## Біографія
Перебував на дипломатичній роботі, згодом перейшов на військову службу. Був ад'ютантом графа Каменського. З 1813 року перебував у почеті імператора Олександра I і часто виконував його доручення.
У 1820 році, коли при дворі мав великий вплив Аракчеєв, йому було запропоновано командування Чорноморським флотом — з метою видалити його з Петербургу; він відмовився, оскільки ніякого поняття про морську службу не мав.
В цей час Меншиков вважався вільнодумцем. У 1821 році, разом з Новосєльцевим і Воронцовим, склав проект звільнення поміщицьких селян, не прийнятий імператором. Пропозицію зайняти місце посланця в Дрездені Меншиков вважив за образу, пішов у відставку і віддалився в село, де займався вивченням морської справи.
У 1826 році знову повернувся на державну службу і був посланий Миколою I з надзвичайною місією до Персії, де був заарештований і знаходився у в'язниці до 1827 року. Після повернення отримав доручення перетворити морське міністерство, що і виконав з великою завзятістю.
Під час турецької кампанії 1828 року, командуючи десантним загоном, посланим до східних берегів Чорного моря, здобув фортецю Анапа, після чого був призначений командувачем російських військ, що підступили до Варни. Енергійно провів облогу цієї фортеці, але був поранений ядром в обидві ноги і вимушений був залишити армію.

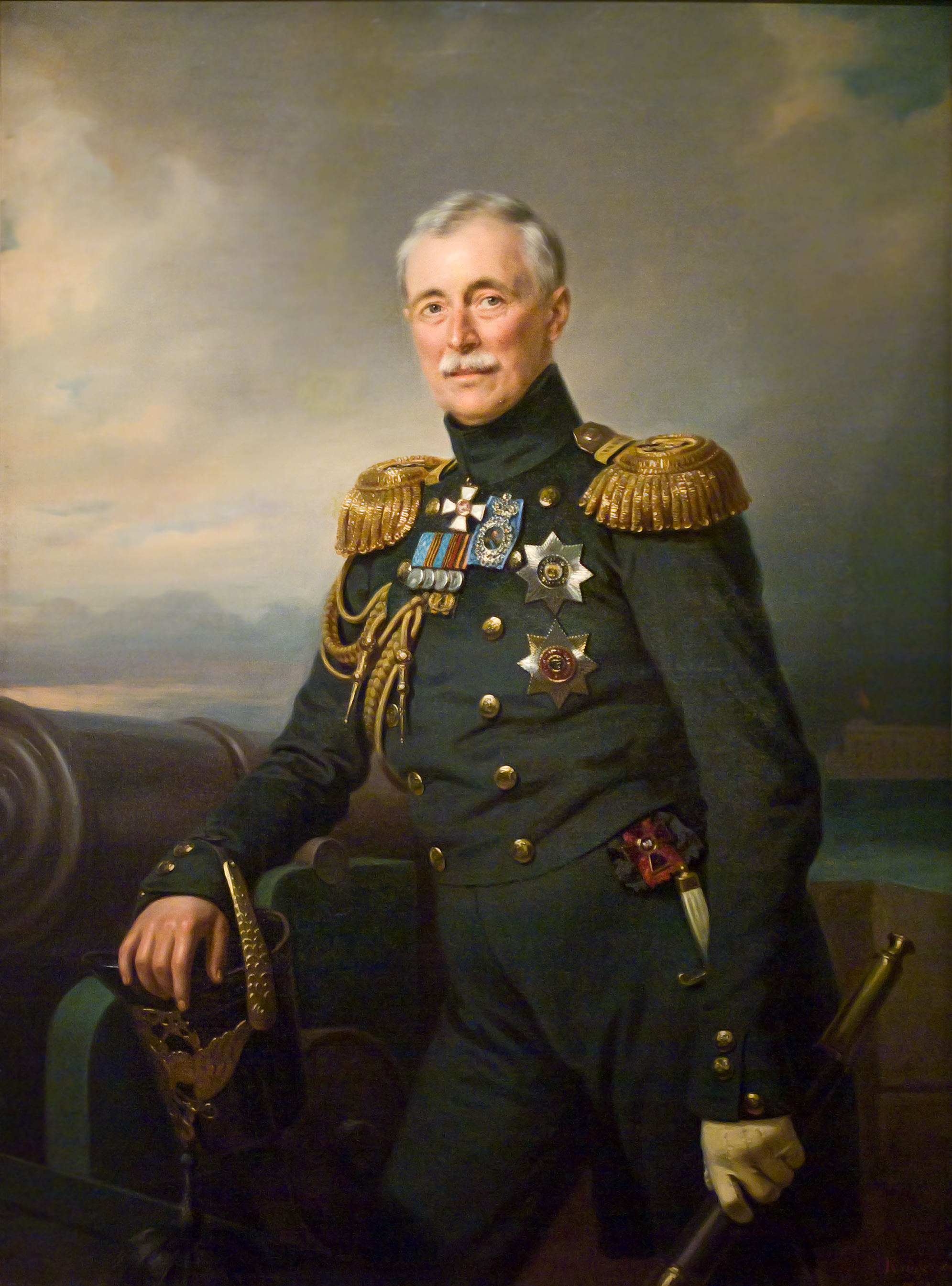
Франц Крюгер. Портрет О. С. Меншикова. Полотно, олія. 140.5х102 см. Німеччина. 1851

У 1829 році він на посаді начальника головного морського штабу прийняв командування над морськими силами Російської Імперії; з 1830 року був фінляндським генерал-губернатором.
У 1853 році, для переговорів з Портою, був спрямований Надзвичайним Послом у Константинополь. Ця місія завершилася повним провалом. Почалася Кримська війна. З початком війни, був призначений головнокомандувачем сухопутними і морськими силами в Криму і залишався на цій посаді до лютого 1855 року. Дії його під час Кримської війни викликали і викликають багато нарікань з боку фахівців військової справи (див. Битва на Альмі, Балаклавська битва, Інкерманська битва і Кримська війна 1853-1856 рр.).
За часів Олександра II Меншиков не брав ніякої участі в державних справах. Його дошкульні дотепи свого часу користувалися великою популярністю, але багато з них йому тільки приписувалися. Освічений був Меншиков для свого часу чудово; бібліотека його була одна з найкращих у Петербурзі.